# 김태서
김태서(金台瑞, ? ~ 1257년 6월 10일)은 고려 후기의 문신으로, 문하시랑평장사 김봉모(金鳳毛)의 아들이며, 김경손(金慶孫)의 아버지이다. 시호(諡號)는 문장(文莊)이다.

## 생애
김태서(金台瑞)의 경주사람으로 세계는 신라 왕실에서 나왔다.
아버지 김봉모(金鳳毛)는 용모와 태도가 아름다웠고, 여진어와 한어에 통달하여 매번 금(金)의 사신이 오면 반드시 그에게 접대하게 하여, 항상 동각에 거처하였다. 신종때 추밀원부사에 임명되고 여러 번 벼슬이 올라 문하시랑평장사에 이르러 죽으니, 사흘 간 조회를 멈추었다. 시호를 정평(靖平)이라 하였다.
과거에 급제한 후 명종(明宗)·신종·희종(熙宗)·강종(康宗)·고종(高宗)의 다섯 왕을 섬겼으며, 1232년(고종 19) 한림학사(翰林學士)로서 문과의 동지공거(同知貢擧)를 맡아, 문진(文振) 등 31명에게 급제를 준. 이후, 관직이 수태보 문하시랑평장사(守太保 門下侍郞平章事)에까지 올랐다가, 나이를 이유로 치사(致仕) 하였다.
그 뒤에 '오승적(吳承績)의 사건에 연좌'되어 집이 적몰(籍沒)되었으며, 1257년(고종 44) 졸하였다.

## 인품·일화
그는 비록 유학을 업으로 삼았지만 글을 좋아하지는 않았다. 성품이 탐욕스럽고 비루하여 남의 토전(土田)을 무리하게 빼앗으니, 매번 출입할 때마다 사람들이 길을 막고 호소하며 말하기를,
| “ | “공(公)께서는 어찌하여 우리들의 생계를 빼앗습니까?”라고 했다. | ” |

그러나 장남 김약선(金若先)이 최이의 사위였기 때문에 유사(有司)에서 감히 탄핵하지 못했다.

## 가족 관계
- 고조 : 김한공(金漢公) : 공부시랑
- 증조 : 김경보(金景輔)[5] : 북면도감판관
- 조부 : 김세린(金世麟)[5], 초명 김작문(金作雯)[6], 수사공 상서좌복야
  - 아버지 : 김봉모(金鳳毛, ? ~ 1209년) : 추밀원부사, 문하시랑평장사, 정평공
  - 어머니 : 미상
    - 부인 : 병부상서·보문각학사·지제고 민식(閔湜, ? ~ 1201년)의 딸[7]
      - 장남 : 김약선(金若先) : 추밀원부사, 장익공
      - 차남 : 김기손(金起孫, ? ~ 1268년) : 문하시랑평장사·판이부사
      - 자부 : 행주 기씨 기필선의 딸
      - 3남 : 김경손(金慶孫, ? ~ 1251년) : 추밀원부사
        - 손자 : 김신(金信) : 밀직승지
        - 손부 : 판태부감 윤번(尹璠)의 딸
        - 손자 : 김혼(金琿)